# 篠山貝塚

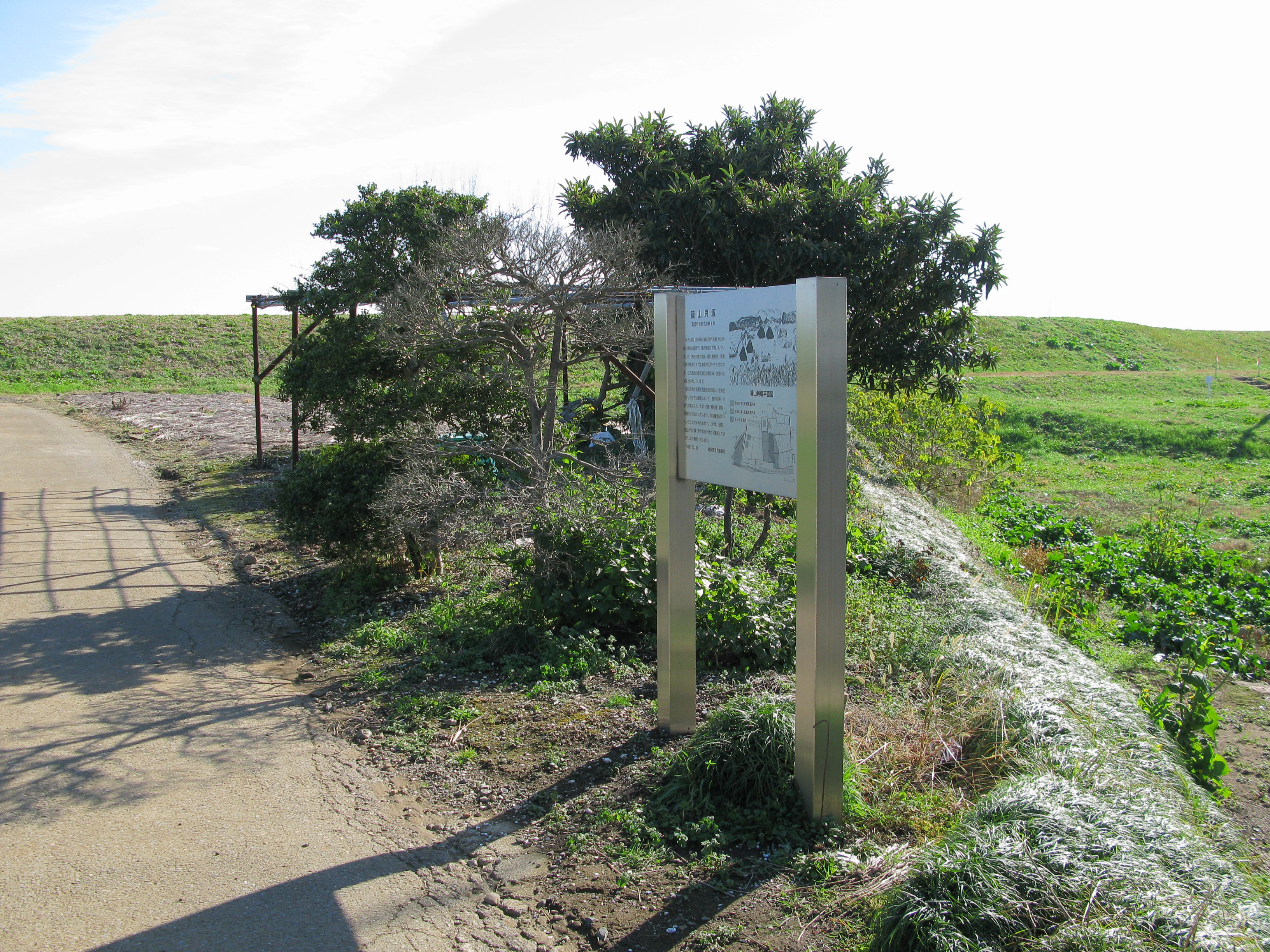
篠山貝塚（2011年12月）

篠山貝塚（しのやまかいづか）は、栃木県栃木市藤岡町藤岡にある縄文時代の貝塚を伴う集落の遺跡である。旧・渡良瀬川左岸、現・渡良瀬川右岸、渡良瀬遊水池の西側に位置する。栃木市指定史跡に指定されており、栃木県や明治大学が発掘調査をしている。

## 概要
篠山貝塚は、旧渡良瀬川左岸、現渡良瀬遊水池に面した位置に存在する。縄文時代、縄文海進と呼ばれる水位上昇により現在の古河市まで東京湾が入り込み、満潮時には貝塚の前にまで海水が来ていたと考えられる。それを古東京湾と呼ぶがその最奥地にある貝塚として本貝塚は有名である。
貝塚は、元々南北100メートル、東西70メートルに達する大きな馬蹄形で、ヤマトシジミの淡水性貝が中心であるが、カキ・サザエ等の海洋性貝も見られる。土器は前期関山式である。多量のシカやイノシシの骨も見つかっており、またそれを用いて作られたであろう針、ヤスなどの骨角器も見つかっている。さらに、本貝塚からは貝製の腕輪も見つかっている。しかし、この時期によく見られる黒曜石製の石器等の発見は少ない。

## 現況
目の前に渡良瀬遊水池の土手が迫る。治水作業に伴う土手の工事により遺跡の一部は破壊され、それと同時に栃木県指定史跡も指定解除された。破壊されたとはいえ、今でも半分以上の貝塚が残り、地表に大量の貝が見えている。1961年（昭和36年）4月1日に当時の下都賀郡藤岡町指定史跡に指定され、現在は栃木市の史跡となっている。